# Hamburger Sport-Mitteilungen
Die Hamburger Sport-Mitteilungen waren eine deutsche Sportfachzeitschrift. Sie waren das amtliche Organ des Hamburger Sportbundes.